# التفات عبد السادة
التفات عبد السادة مهدي الفتلاوي وهي سياسية عراقية شغلت منصب عضوة في الجمعية الوطنية الانتقالية المؤقتة عامي 2004 و2005.
كما كانت عضوة في لجنة كتابة الدستور العراقي. وكانت عضوا في اللجنة الفرعية لقانون نظام الحكومات الإقليمية.